# Specie di Dipluridae
Di seguito sono elencate le 179 specie della famiglia di ragni Dipluridae note al dicembre 2012 .

## Allothele
Allothele Tucker, 1920
- Allothele australis (Purcell, 1903) — Sudafrica
- Allothele caffer (Pocock, 1902)[2] — Sudafrica
- Allothele malawi Coyle, 1984 — Malawi, Sudafrica
- Allothele regnardi (Benoit, 1964) — Congo, Angola
- Allothele teretis Tucker, 1920 — Sudafrica

## Andethele
Andethele Coyle, 1995
- Andethele huanca Coyle, 1995[2] — Perù
- Andethele lucma Coyle, 1995 — Perù
- Andethele tarma Coyle, 1995 — Perù

## Australothele
Australothele Raven, 1984
- Australothele bicuspidata Raven, 1984 — Nuovo Galles del Sud
- Australothele jamiesoni Raven, 1984 — Queensland, Nuovo Galles del Sud
- Australothele maculata Raven, 1984[2] — Queensland
- Australothele magna Raven, 1984 — Queensland
- Australothele montana Raven, 1984 — Nuovo Galles del Sud
- Australothele nambucca Raven, 1984 — Nuovo Galles del Sud
- Australothele nothofagi Raven, 1984 — Queensland, Nuovo Galles del Sud

## Caledothele
Caledothele Raven, 1991
- Caledothele annulatus (Raven, 1981) — Nuova Caledonia, Isole della Lealtà
- Caledothele aoupinie Raven, 1991 — Nuova Caledonia
- Caledothele australiensis (Raven, 1984)[2] — Victoria
- Caledothele carina Raven, 1991 — Nuova Caledonia
- Caledothele elegans Raven, 1991 — Nuova Caledonia
- Caledothele tonta Raven, 1991 — Nuova Caledonia
- Caledothele tristata Raven, 1991 — Nuova Caledonia

## Carrai
Carrai Raven, 1984
- Carrai afoveolata Raven, 1984[2] — Nuovo Galles del Sud

## Cethegus
Cethegus Thorell, 1881
- Cethegus barraba Raven, 1984 — Nuovo Galles del Sud
- Cethegus broomi (Hogg, 1901) — Nuovo Galles del Sud
- Cethegus colemani Raven, 1984 — Queensland
- Cethegus daemeli Raven, 1984 — Queensland
- Cethegus elegans Raven, 1984 — Queensland
- Cethegus fugax (Simon, 1908) — Australia occidentale, Australia meridionale
- Cethegus hanni Raven, 1984 — Queensland
- Cethegus ischnotheloides Raven, 1985 — Australia meridionale
- Cethegus lugubris Thorell, 1881[2] — Queensland
- Cethegus multispinosus Raven, 1984 — Queensland
- Cethegus pallipes Raven, 1984 — Queensland
- Cethegus robustus Raven, 1984 — Queensland

## Chilehexops
Chilehexops Coyle, 1986
- Chilehexops australis (Mello-Leitão, 1939) — Cile
- Chilehexops misionensis Goloboff, 1989 — Argentina
- Chilehexops platnicki Coyle, 1986[2] — Cile

## Diplura
Diplura C. L. Koch, 1850

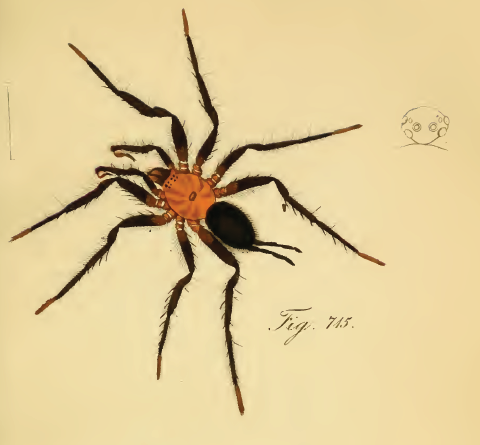
Diplura macrura disegno originale del descrittore C. L. Koch del 1850

- Diplura annectens (Bertkau, 1880) — Brasile
- Diplura argentina (Canals, 1931) — Argentina
- Diplura catharinensis (Mello-Leitão, 1927) — Brasile
- Diplura erlandi (Tullgren, 1905) — Bolivia
- Diplura fasciata (Bertkau, 1880) — Venezuela, Brasile
- Diplura garbei (Mello-Leitão, 1923) — Brasile
- Diplura garleppi (Simon, 1892) — Bolivia
- Diplura lineata (Lucas, 1857) — Brasile
- Diplura macrura (C. L. Koch, 1841)[2] — Cuba
- Diplura maculata (Mello-Leitão, 1938) — Brasile
- Diplura nigra (F. O. P.-Cambridge, 1896) — Brasile
- Diplura nigridorsi (Mello-Leitão, 1924) — Brasile
- Diplura paraguayensis (Gerschman & Schiapelli, 1940) — Paraguay, Argentina
- Diplura parallela (Mello-Leitão, 1923) — Argentina
- Diplura petrunkevitchi (Caporiacco, 1955) — Venezuela
- Diplura riveti (Simon, 1903) — Ecuador
- Diplura sanguinea (F. O. P.-Cambridge, 1896) — Brasile
- Diplura studiosa (Mello-Leitão, 1920) — Brasile
- Diplura taunayi (Mello-Leitão, 1923) — Brasile
- Diplura uniformis (Mello-Leitão, 1923) — Brasile

## Euagrus
Euagrus Ausserer, 1875

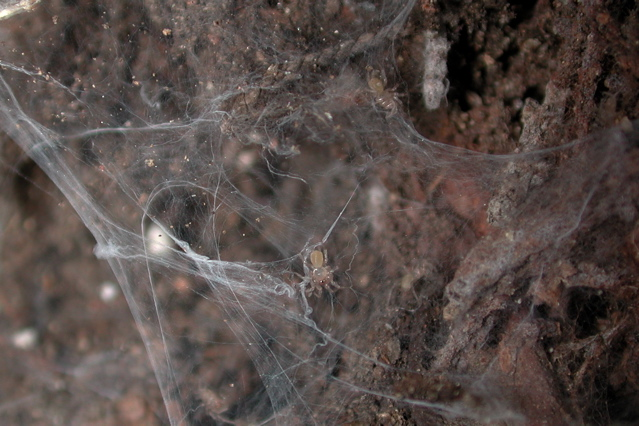
Piccoli di Euagrus sp. nella tela

- Euagrus anops Gertsch, 1973 — Messico
- Euagrus atropurpureus Purcell, 1903 — Africa meridionale
- Euagrus carlos Coyle, 1988 — dal Messico alla Costa Rica
- Euagrus cavernicola Gertsch, 1971 — Messico
- Euagrus charcus Coyle, 1988 — Messico
- Euagrus chisoseus Gertsch, 1939 — USA, Messico
- Euagrus comstocki Gertsch, 1935 — USA
- Euagrus formosanus Saito, 1933 — Taiwan
- Euagrus garnicus Coyle, 1988 — Messico
- Euagrus gertschi Coyle, 1988 — Messico
- Euagrus guatemalensis F. O. P.-Cambridge, 1897 — Guatemala
- Euagrus gus Coyle, 1988 — Messico
- Euagrus josephus Chamberlin, 1924 — Messico
- Euagrus leones Coyle, 1988 — Messico
- Euagrus luteus Gertsch, 1973 — Messico
- Euagrus lynceus Brignoli, 1974 — Messico, Guatemala
- Euagrus mexicanus Ausserer, 1875[2] — Messico
- Euagrus pristinus O. P.-Cambridge, 1899 — Messico
- Euagrus rothi Coyle, 1988 — USA
- Euagrus rubrigularis Simon, 1890 — Messico
- Euagrus troglodyta Gertsch, 1982 — Messico
- Euagrus zacus Coyle, 1988 — Messico

## Harmonicon
Harmonicon F. O. P.-Cambridge, 1896
- Harmonicon audeae Maréchal & Marty, 1998 — Guiana francese
- Harmonicon rufescens F. O. P.-Cambridge, 1896 — Brasile

## Indothele
Indothele Coyle, 1995
- Indothele dumicola (Pocock, 1900)[2] — India
- Indothele lanka Coyle, 1995 — Sri Lanka
- Indothele mala Coyle, 1995 — India
- Indothele rothi Coyle, 1995 — India

## Ischnothele
Ischnothele Ausserer, 1875
- Ischnothele annulata Tullgren, 1905 — Brasile, Bolivia, Paraguay, Argentina
- Ischnothele caudata Ausserer, 1875[2]  — dal Messico al Brasile
- Ischnothele digitata (O. P.-Cambridge, 1892) — dal Messico a El Salvador
- Ischnothele garcia Coyle, 1995 — Hispaniola (Grandi Antille)
- Ischnothele goloboffi Coyle, 1995 — Perù
- Ischnothele guianensis (Walckenaer, 1837) — dal Perù alla Guyana
- Ischnothele huambisa Coyle, 1995 — Perù
- Ischnothele indicola Tikader, 1969 — India
- Ischnothele jeremie Coyle, 1995 — Hispaniola (Grandi Antille)
- Ischnothele longicauda Franganillo, 1930 — Isole Bahama, Cuba
- Ischnothele reggae Coyle & Meigs, 1990 — Giamaica
- Ischnothele xera Coyle & Meigs, 1990 — Giamaica

## Lathrothele
Lathrothele Benoit, 1965
- Lathrothele catamita (Simon, 1907) — Isola São Tomé
- Lathrothele cavernicola Benoit, 1965 — Congo
- Lathrothele grabensis Benoit, 1965[2] — Camerun, Congo, Ruanda, Burundi
- Lathrothele jezequeli Benoit, 1965 — Costa d'Avorio

## Leptothele
Leptothele Raven & Schwendinger, 1995
- Leptothele bencha Raven & Schwendinger, 1995[2] — Thailandia

## Linothele
Linothele Karsch, 1879

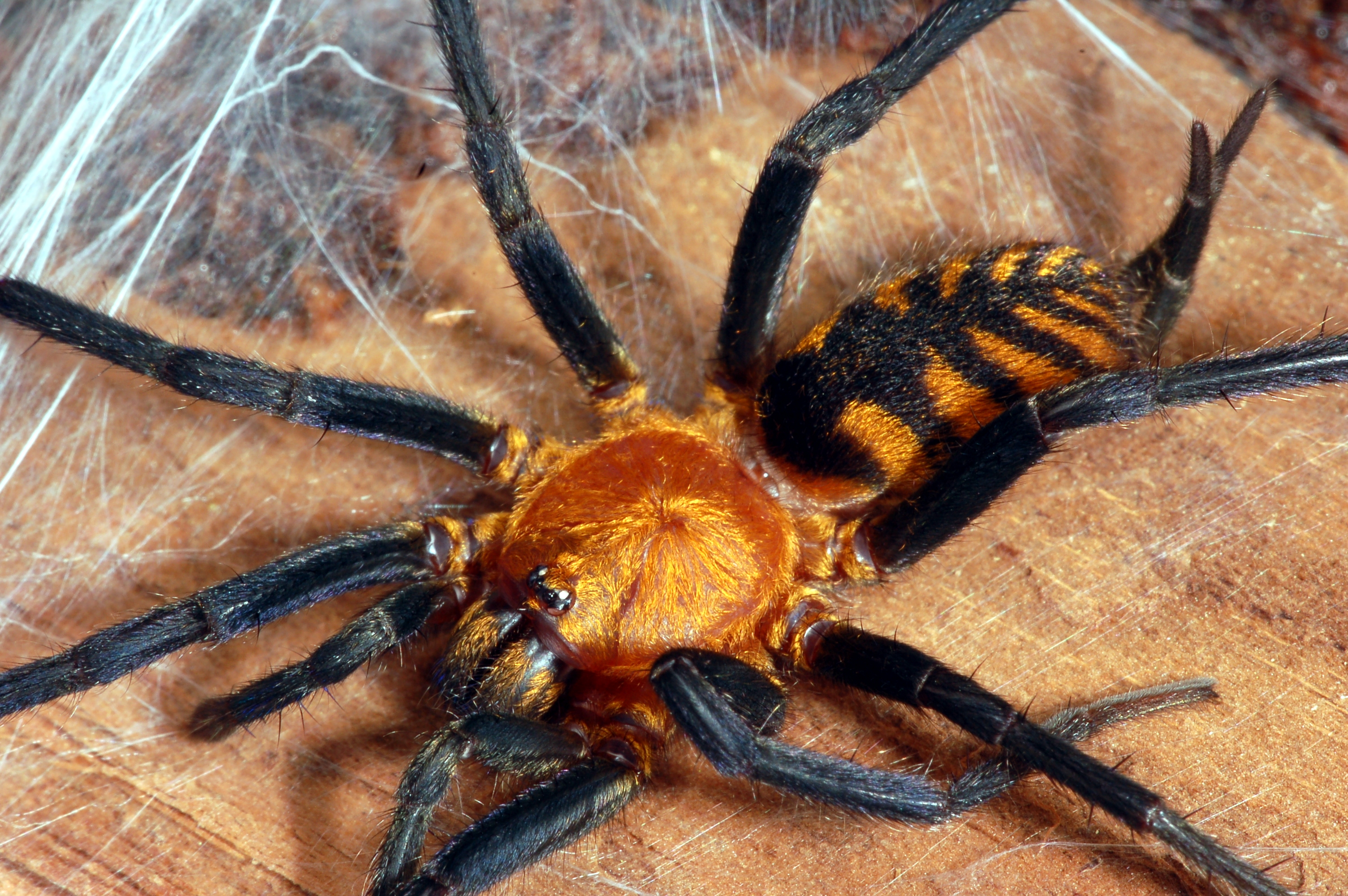
Linothele fallax in primo piano

- Linothele aequatorialis (Ausserer, 1871) — Colombia, Ecuador
- Linothele annulifila (Mello-Leitão, 1937) — Brasile
- Linothele bicolor (Simon, 1899) — Brasile
- Linothele cavicola Goloboff, 1994 — Ecuador
- Linothele cousini (Simon, 1889) — Ecuador
- Linothele cristata (Mello-Leitão, 1945) — Brasile
- Linothele curvitarsis Karsch, 1879[2] — Venezuela
- Linothele dubia (Caporiacco, 1947) — Guyana
- Linothele fallax (Mello-Leitão, 1926) — Brasile
- Linothele gaujoni (Simon, 1889) — Ecuador
- Linothele gymnognatha (Bertkau, 1880) — Brasile
- Linothele jelskii (F. O. P.-Cambridge, 1896) — Perù
- Linothele keithi (Chamberlin, 1916) — Perù
- Linothele longicauda (Ausserer, 1871) — Ecuador
- Linothele macrothelifera Strand, 1908 — Colombia
- Linothele megatheloides Paz & Raven, 1990 — Colombia
- Linothele melloleitaoi (Brignoli, 1983) — Colombia
- Linothele monticolens (Chamberlin, 1916) — Perù
- Linothele paulistana (Mello-Leitão, 1924) — Brasile
- Linothele sericata (Karsch, 1879) — Colombia
- Linothele sexfasciata (Schiapelli & Gerschman, 1945) — Venezuela
- Linothele soricina (Simon, 1889) — Venezuela

## Masteria
Masteria L. Koch, 1873

Masteria barona - maschio, pattern oculare

Masteria lewisi - pattern oculare

Masteria simla - pattern oculare

- Masteria aimeae (Alayón, 1995) — Cuba
- Masteria barona (Chickering, 1966) — Trinidad
- Masteria caeca (Simon, 1892) — Filippine
- Masteria cavicola (Simon, 1892) — Filippine
- Masteria colombiensis Raven, 1981 — Colombia
- Masteria cyclops (Simon, 1889) — Venezuela
- Masteria downeyi (Chickering, 1966) — Costa Rica, Panama
- Masteria franzi Raven, 1991 — Nuova Caledonia
- Masteria golovatchi Alayón, 1995 — Cuba
- Masteria hirsuta L. Koch, 1873[2] — Isole Figi, Micronesia
- Masteria kaltenbachi Raven, 1991 — Nuova Caledonia
- Masteria lewisi (Chickering, 1964) — Giamaica
- Masteria lucifuga (Simon, 1889) — Venezuela
- Masteria macgregori (Rainbow, 1898) — Nuova Guinea
- Masteria modesta (Simon, 1891) — Isola Saint Vincent
- Masteria pallida (Kulczyński, 1908) — Nuova Guinea
- Masteria pecki Gertsch, 1982 — Giamaica
- Masteria petrunkevitchi (Chickering, 1964) — Porto Rico
- Masteria simla (Chickering, 1966) — Trinidad
- Masteria spinosa (Petrunkevitch, 1925) — Panama
- Masteria toddae Raven, 1979 — Queensland
- Masteria tovarensis (Simon, 1889) — Venezuela

## Metriura
Metriura Drolshagen & Bäckstam, 2009
- Metriura striatipes Drolshagen & Bäckstam, 2009[2] - Brasile

## Microhexura
Microhexura Crosby & Bishop, 1925

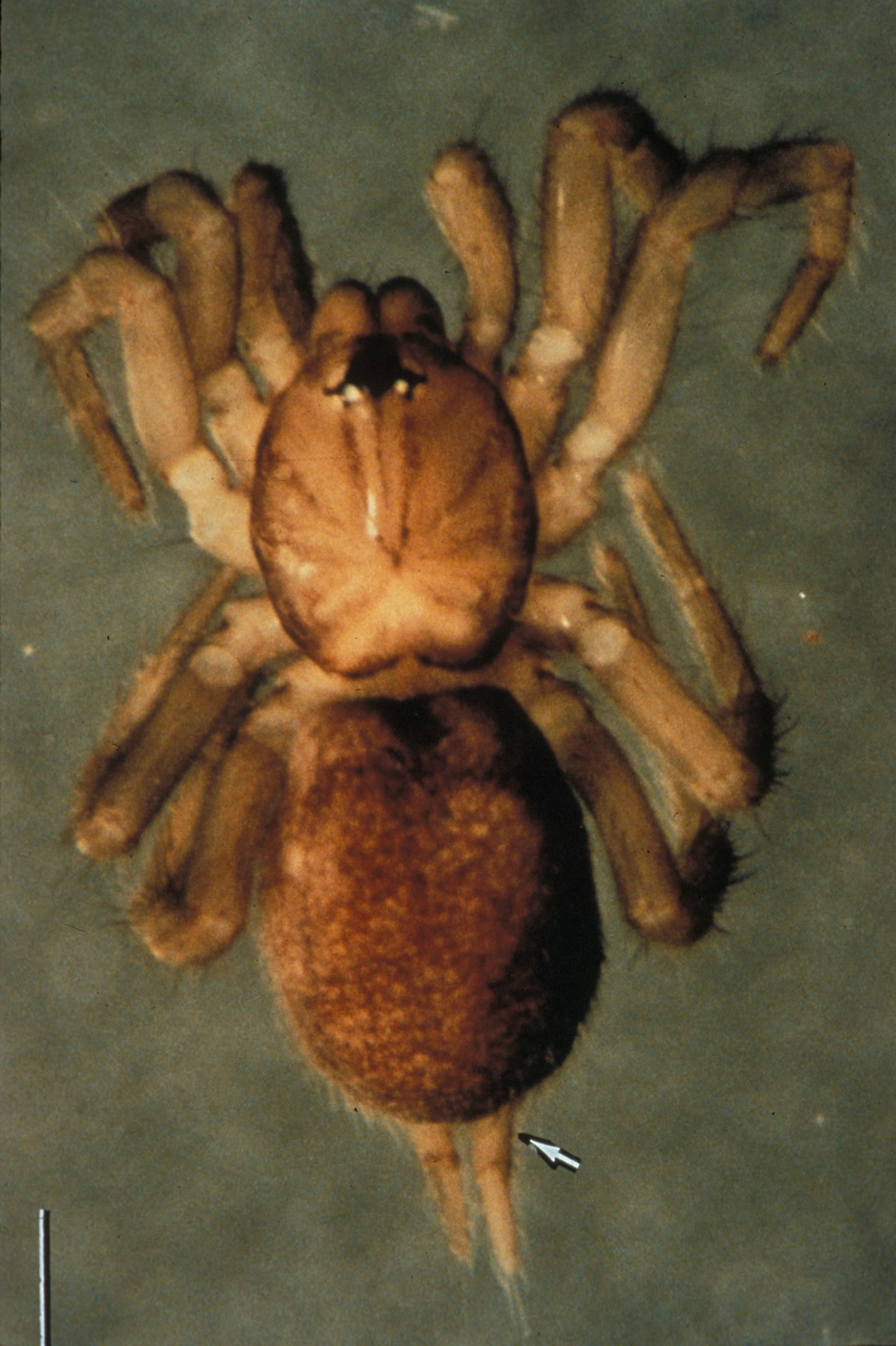
Microhexura montivaga

- Microhexura idahoana Chamberlin & Ivie, 1945 — USA
- Microhexura montivaga Crosby & Bishop, 1925[2] — USA

## Namirea
Namirea Raven, 1984
- Namirea dougwallacei Raven, 1993 — Queensland
- Namirea eungella Raven, 1984 — Queensland
- Namirea fallax Raven, 1984 — Nuovo Galles del Sud
- Namirea insularis Raven, 1984 — Queensland
- Namirea johnlyonsi Raven, 1993 — Queensland
- Namirea montislewisi Raven, 1984 — Queensland
- Namirea planipes Raven, 1984[2] — Queensland

## Phyxioschema
Phyxioschema Simon, 1889
- Phyxioschema erawan Schwendinger, 2009 — Thailandia
- Phyxioschema eripnastes Schwendinger, 2009 — Thailandia
- Phyxioschema huberi Schwendinger, 2009 — Thailandia
- Phyxioschema raddei Simon, 1889[2] — Asia centrale
- Phyxioschema roxana Schwendinger & Zonstein, 2011 — Uzbekistan, Tagikistan
- Phyxioschema sayamense Schwendinger, 2009 — Thailandia
- Phyxioschema spelaeum Schwendinger, 2009 — Thailandia
- Phyxioschema suthepium Raven & Schwendinger, 1989 — Thailandia

## Stenygrocercus
Stenygrocercus Simon, 1892
- Stenygrocercus alphoreus Raven, 1991 — Nuova Caledonia
- Stenygrocercus franzi Raven, 1991 — Nuova Caledonia
- Stenygrocercus kresta Raven, 1991 — Nuova Caledonia
- Stenygrocercus recineus Raven, 1991 — Nuova Caledonia
- Stenygrocercus silvicola (Simon, 1889)[2]  — Nuova Caledonia
- Stenygrocercus simoni Raven, 1991 — Nuova Caledonia

## Striamea
Striamea Raven, 1981
- Striamea gertschi Raven, 1981 — Colombia
- Striamea magna Raven, 1981[2]  — Colombia

## Thelechoris
Thelechoris Karsch, 1881
- Thelechoris rutenbergi Karsch, 1881[2] — Madagascar
- Thelechoris striatipes (Simon, 1889) — Africa meridionale e orientale, Madagascar

## Trechona
Trechona C. L. Koch, 1850
- Trechona rufa Vellard, 1924 — Brasile
- Trechona uniformis Mello-Leitão, 1935 — Brasile
- Trechona venosa (Latreille, 1832)[2] — Brasile

## Troglodiplura
Troglodiplura Main, 1969
- Troglodiplura lowryi Main, 1969[2] — Australia occidentale e meridionale